# Bahawalpur
Bahawalpur (en punyabí: بہاولپور [ba.a.walˈpuɾ], en urdu: بہاولپور‎, romanizado: Bahāwalpūr [bəɦɑːʋəlpuːɾ]) es una ciudad de Pakistán en la provincia de Panyab, al sur del río Sutlej. Capital del antiguo principado homónimo hasta la creación de Pakistán en 1947.

## Historia
La ciudad fue fundada en 1748 por Muhammad Bahawal Khan Abbasi I, cuyos descendientes gobernaron el área, hasta que se unió a Pakistán en 1947. 
Es una ciudad encrucijada, teniendo el único puente de ferrocarril sobre el Sutlej. El área circundante es sobre todo agrícola, y la ciudad es una ciudad del mercado para los dátiles, el trigo, la caña de azúcar, y el algodón.
Además, tiene fábricas de jabón y las fábricas de hilado de algodón, así como empresas productoras de seda y del algodón, alfombras y cerámica.

## Demográfica
| Gráfica de evolución de Bahawalpur entre 1941 y 2010 |
|                                                      |

Según estimación del censo de 2010, la ciudad contaba con una población de 543.929 habitantes.